# DARPA
A DARPA (Defense Advanced Research Projects Agency, azaz Fejlett Védelmi Kutatási Projektek Ügynöksége; korábbi nevén ARPA) az Egyesült Államok Védelmi Minisztériumának kutatásokért felelős részlege.
A DARPA független a többi hagyományos katonai kutatás-fejlesztéstől és közvetlenül a védelmi minisztérium felső vezetésének van alárendelve. Körülbelül 240 munkatársa van (ebből 140 műszaki) akik mintegy évi 3,2 milliárd dolláros költségvetéssel dolgoznak. Ezek a számadatok évről évre változnak, mivel a DARPA rövid távú (2-4 éves) kutatásokra koncentrál, melyeket kicsi, a feladatra összeállított kutatócsoportok végeznek.
A szervezet neve először 1972 márciusában változott az eredeti ARPA-ról DARPA-ra, majd 1993 februárjában visszaváltozott ARPA-ra, 1996 márciusától pedig újra DARPA nevet viseli.

## Története
1958-ban alapították, a szputnyik szovjet felbocsátására adott válaszul azzal a céllal, hogy az Egyesült Államok megőrizhesse hadi-technológiai fölényét ellenfeleivel szemben.

## Projektjei
Közreműködött az ARPANET, a Berkeley UNIX (BSD) valamint a TCP/IP protokollok kifejlesztésében, pontosabban ez a hivatal szponzorálta a projekteket. A részleg nevéhez fűződik az F–117 Nighthawk típusú lopakodó vadászbombázó, és a B–2-es lopakodó bombázó kifejlesztése is.
Az ARPANET mellett az OpenBSD-t is 2,3 millió dollárral szerette volna támogatni, ám Theo de Raadtnak egy, az iraki háborúval kapcsolatos nyilatkozata miatt az összeget visszavonta.

### DARPA Grand Challenge
Megrendezője és szponzora a DARPA Grand Challenge-nek, egy évente felváltva megrendezett sivatagi, illetve városi robotautó-versenynek, amit 2003 óta megtartanak, egyre nehezebb terepen és egyre hosszabb távon. A 2004-es verseny 10 mérföld hosszú volt, a 15 résztvevő közül egynek sem sikerült teljesítenie. Az autóknak nehéz sivatagi terepen, úttalan utakon, akadályokat leküzdve vagy kikerülve kell a távot minél rövidebb idő alatt teljesíteniük. A járműveket egymástól időben elválasztva indítják. A városi távon a közúti közlekedéstől elzárt útszakaszon kell a járműveknek haladniuk, de itt bizonyos korlátozó feltételeket is be kell tartaniuk (sebességkorlátozás, útakadályokon rombolás nélküli áthaladás, stb).
A részt vevő járműveknek már 175 mérföldet kell megtenniük önállóan, bármiféle külső beavatkozás nélkül (vészhelyzet esetén lehetőség van a jármű leállítására, ez azonban a versenyből való kizárással jár). A győztes csapat jutalma 2 millió dollár. 2008-ban ezt a távot egyetlen csapat sem teljesítette.

### Aktív projektek
Blackjack – 2018-ban indított fejlesztési program, amelynek célja katonai célokra is alkalmas, olcsó, kis tömegű, alacsony Föld körüli pályán keringő műholdakból álló hálózat kiépítése.